# Mary Jane Watson
Mary Jane Watson (ofta förkortat till smeknamnet MJ), är en rollfigur i berättelserna om Spindelmannen i Marvels universum av Stan Lee. Hon är Peter Parkers största kärlek och beskrivs som mycket vacker med rött hår och gröna ögon. Hon förekommer både i serietidningen, filmerna och i de tecknade TV-serierna Spider-Man, Spider-Man Unlimited och Spider-Man: The New Animated Series. I Spider-Man, Spider-Man 2 och Spider-Man 3 spelas Mary Jane av Kirsten Dunst. 

## Bakgrund
Mary Janes far var våldsam, vilket tvingade hennes mor att fly med Mary Jane och hennes syster. Mary Jane kom från Pennsylvania från början, men efter flykten bodde de hos olika släktingar fram till moderns död, varpå hon flyttade till sin moster i New York.
Hon träffade Peter Parker på en dejt som deras mostrar hade arrangerat. Efter ett tag började Mary Jane ana att Parker var Spindelmannen, på grund av hans tendens att försvinna när en brottsling försökte ta kontroll över staden. Hon berättade dock inte om sina misstankar för honom.
När Peter Parker började på college hade hon ett förhållande med Harry Osborn, medan Parker började träffa Gwen Stacy. Mary gjorde dock slut med Harry efter att denne börjat få problem med droger. 
Mary Jane och Parker inleder en kärleksrelation efter att Gwen fallit offer för Green Goblin. Deras förhållande var dock inte helt problemfritt (på grund av Parkers dubbelliv som Spindelmannen) och Mary Jane började umgås med andra män för att göra Parker svartsjuk. När han senare friade till henne sa hon nej med motiveringen att hon "inte var en tjej som kan nöja sig med bara en kille". Efter detta flyttade hon ifrån New York till Florida och Parker började träffa andra kvinnor, huvudsakligen Black Cat och Deborah Whitman.

## Äktenskap med Parker
Efter några månader återvände dock Mary Jane till New York och efter att Parker blivit attackerad av Puma erkände hon sin vetskap om att Parkers alter-ego. Efter att ha fått veta mer om hennes familjehistoria fann Parker en ny respekt för henne, vilket ledde till en ökad förståelse mellan dem båda. Parker friade till henne på nytt, men hon nekade återigen. Så småningom ändrade hon sig dock och gifte sig med honom.
De flyttade in i en lyxig lägenhet i West Side, men strax därpå blev Mary Jane kidnappad och tvingades ut ur modellbranschen. Samtidigt började superbrottslingar som Carnage att störa friden i New York, och Mary Jane tillbringade mycket tid vid fönstret i hopp om att Parker skulle komma hem oskadd.
Efter ett tag blev deras äktenskap lyckligare; hon blev gravid och fick ett nytt modelljobb som gav dem möjligheten att flytta in i en dyr lägenhet på Manhattan. Parker lovade samtidigt Mary Jane att han skulle sluta som Spindelmannen, vilket han dock fortsatte att göra i hemlighet. När Mary Jane insåg detta uppstod en kris i deras äktenskap och under samma period blev hon trakasserad anonymt. Under en flygtur över Amerika exploderade flygplanet Mary Jane åkte i, vilket chockade Parker som gick igenom en djup förnekelsefas över hennes död. Trots att hans vänner uppmanade honom att gå vidare i livet trodde han att hon fortfarande levde. Detta visade sig vara sant då personen som trakasserat Mary Janes, en telepatisk mutant, tillkännagjorde sin identitet. Mutanten kommunicerade telepatiskt med Parker och försökte ta över hans liv. Som en del i planen hade han kidnappat Mary Jane och hållit henne som gisslan under flera månader. Efter att ha insett de fruktansvärda saker han gjort begick mutanten självmord, vilket resulterade i Mary Jane och Parkers återförening.
Efter händelserna som kallas "Civil War", då Parkers hemliga identitet blev känd för allmänheten, blev Parkers faster May skjuten. Han och Mary Jane försökte hitta en lösning för att göra May frisk igen, och i kapitlet "One More Day" gör han ett sista försök att rädda May, vilket dock inte lyckas. Detta leder till att Parker och Mary Jane sluter en pakt med djävulen Mephisto för att vrida tillbaka klockan, vilket innebär att allt de gjort, inklusive deras äktenskap, kommer att bli ogjort. Precis innan tidshoppet visar Mephisto upp vad som kunde varit och en flicka i tonåren träder fram och säger "Jag är det barn ni två aldrig kommer att få, nu när ni har beslutat att rädda er fasters liv". Efter detta blir allt svart och Parker vaknar upp ensam i sin säng. Hans sista minne av Mary Jane var ett bråk, vilket kostade dem deras vänskap.
Efter "Spider-Man: One More Day" kom "Spider-Man: Brand New Day". I Brand New Day nämns Mary Jane av Parker ett antal gånger. Hon dyker upp i kapitlen "Peter Parker Paparazzi: Flat Out Crazy" och "Peter Parker Paparazzi: Photo Finished", i vilka hon dejtar filmskådespelaren Bobby Carr. Bobby Carr är förföljd av en flicka i tonåren som heter Piper, som genom en olyckshändelse hamnar i sin pappas uppfinning. Detta gör henne totalt platt och ger upphov till smeknamnet "Paper Doll". Som Paper Doll attackerar hon Bobbys hus, där Mary Jane befinner sig, vilket leder till att Spindelmannen måste rädda dem. Spindelmannen och Mary Jane hjälper varandra att bekämpa Paper Doll och besegrar henne; under striden nämner Mary Jane att hon träffat Spindelmannen i ett annat liv.

## Alternativa händelseförlopp
Mary Jane och Peter Parker fick en dotter tillsammans, May Parker, några år efter att Parker förlorat benet i en explosion. Parker och Mary Jane hemlighöll sitt förflutna för dottern, men efter Parkers död började May uppvisa några av sin fars spindelmankrafter, vilket oroar Mary Jane. När dottern fyllde 20 år och flyttade hemifrån tog hon över den gamla spindelmandräkten och blev spindeltjejen. Detta händer dock i Spider-Girl och kan tänkas vara en möjlig framtid.

### Graviditet
Samtidigt som Parkers klon Ben introduceras i serien upptäcker Mary Jane att hon är gravid, vilket gör både henne och Parker överlyckliga. Mary Jane går dock över graviditetstiden och blir förgiftad av Green Goblin. En läkare talar senare om för henne att hon fått missfall; det antyds dock att det i själva verket är Norman Osborn som tagit barnet.

## Filmografi (i urval)
- Spider-Man (2002)
- Spider-Man 2 (2004)
- Spider-Man 3 (2007)